# Gennadas tinayrei
Gennadas tinayrei is een tienpotigensoort uit de familie van de Benthesicymidae. De wetenschappelijke naam van de soort is voor het eerst geldig gepubliceerd in 1906 door Bouvier.